# Aahotepre
Ammu Aahotepre o simplemente Ahotepre fue un faraón hicso de poca importancia posiblemente de la Dinastía XIV de Egipto, c. 1736-1734 a. C..

## Dinastía
Se conoce poco del periodo en que vivió este personaje, pero probablemente perteneció a la Dinastía XIV del Antiguo Egipto, como un gobernante.

## Identificación
Kim Ryholt identificó en 1997 a 'Ammu Aahotepre en su reconstrucción del canon de Turín.
Jürgen von Beckerath había asignado previamente, en 1964, el praenomen Aahotepre a un faraón de la Dinastía XVI de Egipto.